# Standortnummer
Die Standortnummer wird in Deutschland genutzt, um jedem Standort eines Krankenhauses auch ein eindeutiges Identifizierungsmerkmal zu geben. Die Standortnummern werden über das Institutionskennzeichen (IK oder auch IK-Nummer) zusammengefasst.
Heutzutage dient sie zusätzlich zur eindeutigen Identifikation des betroffenen Standorts, auch für Details (Art des Standorts ...) zu diesem Standort. Die Nutzung fußt auf § 293 Absatz 6 des Fünften Sozialgesetzbuches (SGB V) in Verbindung mit § 2a des Gesetzes zur Definition von Krankenhausstandorten.

## Standortnummern bis 2019
Bis einschließlich 2019 war die Standortnummer 2-stellig.
Ein Krankenhaus mit mehreren Standorten vergab in eigener Regie die Standortnummern „01“, „02“, „03“,... Je nach Anzahl der Standorte wurde die Nummerierung weiter erhöht. Das Institutionskennzeichen (IK) blieb stets identisch.
In der Regel wurde die Standortnummer „01“ an den Hauptstandort vergeben und die Nummern „02“, „03“,... auf die weiteren Standorte verteilt.
Auch die Standortnummer „00“ war zulässig. Dies bedeutete, dass ausschließlich ein Standort existierte.

## Standortnummern ab 2020
Ab dem Jahr 2020 wurde in der „Vereinbarung über die Definition von Standorten der Krankenhäuser und ihrer Ambulanzen gemäß § 2a Abs. 1 KHG“ eine Reform der Standortnummern beschlossen. Die neue Standortnummer wird zentral von dem Institut für das Entgeltsystem im Krankenhaus (InEK) verwaltet und vergeben. Zusätzlich ist sie seit 2020 9-stellig. Auskünfte sind über die Webseite https://krankenhausstandorte.de/ nach einer Registrierung möglich.

## Aufbau der Standortnummer

### Für stationäre Einrichtungen
| Stellen | Übersetzung                               |
| ------- | ----------------------------------------- |
| 1 bis 2 | Standardwert „77“                         |
| 3 bis 6 | eindeutige Nummer aus Standortverzeichnis |
| 7 bis 9 | Standardwert „000“                        |

### Für ambulante Einrichtungen
| Stellen | Übersetzung                                       |
| ------- | ------------------------------------------------- |
| 1 bis 6 | Entspricht den Stellen 1 bis 6 der stationären IK |
| 7       | Standardwert „0“                                  |
| 8 bis 9 | Detailinformation zum Ambulanztyp                 |

#### Detailsausprägungen zum Ambulanztyp
| Ziffer | Erläuterung                                                                           |
| ------ | ------------------------------------------------------------------------------------- |
| 01     | Tagesklinik                                                                           |
| 02     | Ambulante spezialfachärztliche Versorgung nach § 116b Abs. 2 SGB V (nach neuem Recht) |
| 03     | Ambulante spezialfachärztliche Versorgung nach § 116b Abs. 8 SGB V (nach altem Recht) |
| 04     | Hochschulambulanzen nach § 117 SGB V                                                  |
| 05     | Psychiatrische Institutsambulanzen nach § 118 Abs. 1 SGB V                            |
| 06     | Psychiatrische Institutsambulanzen nach § 118 Abs. 2 SGB V                            |
| 07     | Psychosomatische Institutsambulanzen nach § 118 Abs. 3 SGB V                          |
| 08     | Psychiatrische Institutsambulanzen nach § 118 Abs. 4 SGB V                            |
| 09     | Geriatrische Institutsambulanzen nach § 118a SGB V                                    |
| 10     | Sozialpädiatrische Zentren nach § 119 SGB V                                           |
| 11     | Medizinische Behandlungszentren nach § 119c SGB V                                     |
| 12     | Kinderspezialambulanzen nach § 120 Abs. 1a SGB V                                      |
| 13     | Notfallambulanzen                                                                     |
| 14     | Zentrale Notaufnahme (ZNA)                                                            |
| 15     | Zentrale Notaufnahme (ZNA) Erwachsene                                                 |
| 16     | Zentrale Notaufnahme (ZNA) Kinder u. Jugendliche                                      |

## Nutzung der Standortnummer in Datenaustauschverfahren
Ab 1. Juli 2023 wird die Standortnummer zur Identifizierung einer ausstellenden Stelle bei der elektronischen Arbeitsunfähigkeit (eAU) genutzt.